# Diego Ortiz

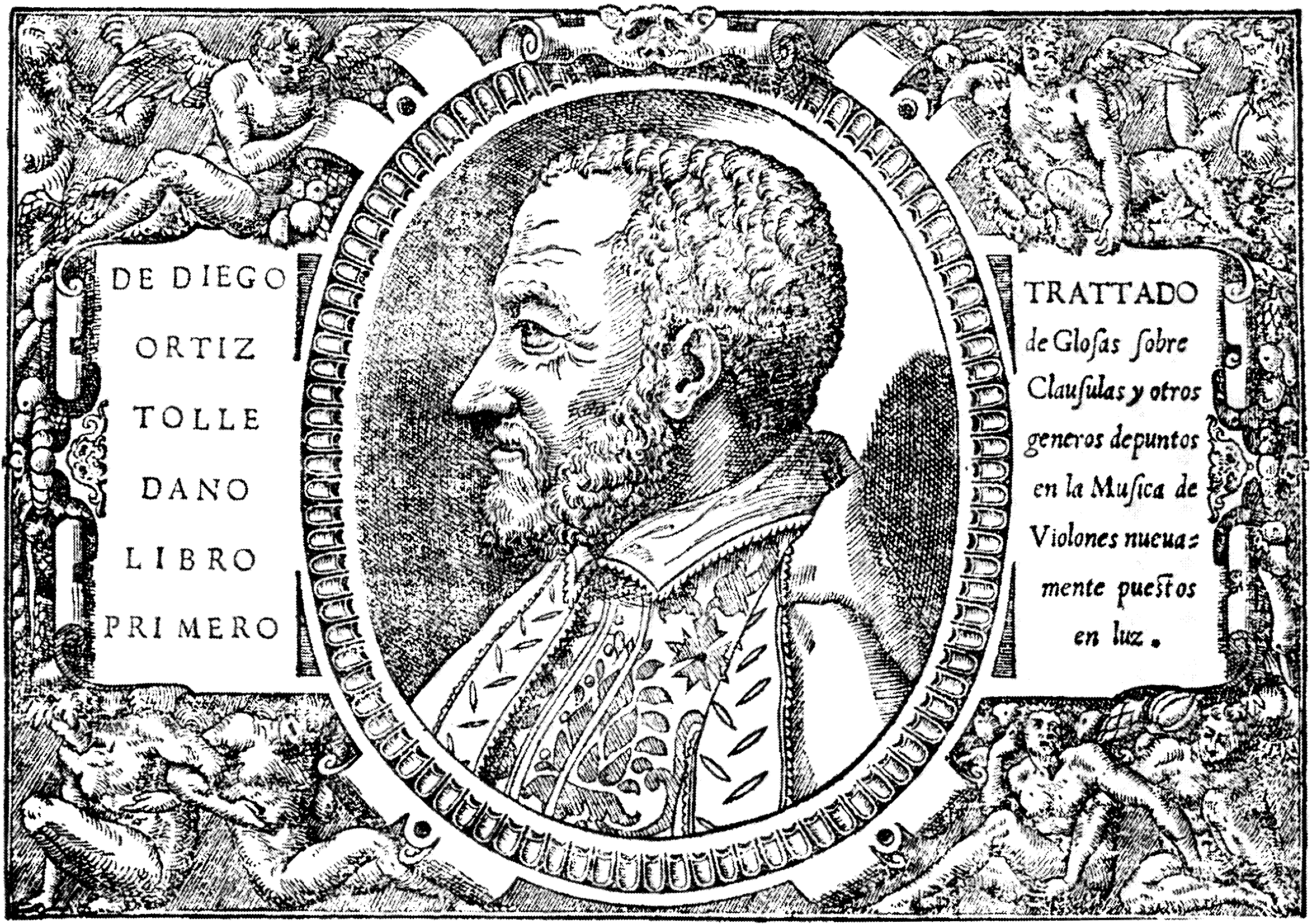
Diego Ortiz

Diego Ortiz (* um 1510, nach anderen Angaben 1525 in Toledo; † um 1570 in Neapel) war ein spanischer Komponist.
Von 1553 an wirkte er am vizeköniglichen Hof in Neapel. Fernando Álvarez de Toledo, 3. Herzog von Alba ernannte ihn zu seinem Kapellmeister (Maestro de Capilla). Auch unter dessen Nachfolger Pedro Afán de Ribera ist er 1565 auf diesem Posten nachweisbar.
Seine Publikationen bestehen aus der Sammlung sakraler Musik, dem Musices liber primus (Venedig 1565), und einer Abhandlung von besonderem Wert über das Spielen der Viola da gamba, dem Tratado de Glosas sobre cláusulas y Otros Géneros de Puntos en La Música de Violones (Rom 1553). Dieses ist eine bemerkenswerte Quelle der Renaissance-Ornamentik und der improvisierten Praxis. Seine Techniken führten zu den englischen divisions on a ground und dem improvisierten Viola-bastarda-Stil.
Siehe auch: Liste historisch-musiktheoretischer Literatur

## Werke
- Trattado de Glosas (Rom 1553). Hrsg. von Annette Otterstedt. Übersetzt von Hans Reiners. Bärenreiter, Kassel 2003, ISBN 3-7618-1594-8.